# Eruguera de les Andaman
L'eruguera de les Andaman (Coracina dobsoni) és una espècie d'ocell de la família dels campefàgids (Campephagidae). Habita boscos i sabanes de les illes Andaman.